# Final Fantasy XIV
Final Fantasy XIV (яп. ファイナルファンタジーXIV файнару фантадзі: фо: ті: н), перевидана й продовжена як Final Fantasy XIV: Realm Reborn — рольова онлайн-гра, розроблена і початково видана для Microsoft Windows японською компанією Square Enix. Це чотирнадцята гра в основній серії Final Fantasy і друга онлайн-гра в ній після Final Fantasy XI.
Гра, традиційно для серії, не пов'язана з попередніми частинами, але використовує характерні ігрові поняття, сюжетні, дизайнерські та геймплейні елементи. Події відбуваються на материку Еорзія (англ. Eorzea) вигаданого світу Гайдалін (англ. Hydaelyn), де різні незалежні держави намагаються протистояти вторгненню агресивної Ґарлеанської імперії (англ. Garlean Empire). Гравцям пропонувалося обстежити Еорзію, виконуючи різні завдання і взаємодіяти один з одним.
Підтримка Final Fantasy XIV здійснювалася протягом двох років, з вересня 2010 року по листопад 2012. Оригінальна версія Final Fantasy XIV отримала негативну критику ще на старті. В результаті розробники офіційно вибачилися перед гравцями, а сама гра була закрита. У жовтні 2011 року, Square Enix оголосили, що гра буде заново створена з нуля під назвою Final Fantasy XIV: A Realm Reborn, з можливістю перенести туди персонажів з оригіналу. В Realm Reborn було перенесено той самий ігровий світ (змінений після подій в фіналі оригіналу), велику кількість контенту, але з новим клієнтом, структурою серверів, графікою та інтерфейсом.

## Ігровий процес
Починаючи грати, гравець повинен створити свого персонажа. Цей процес в Final Fantasy XIV подібний до більшості інших MMORPG. Є вісім рас на вибір:
- Х'юр (англ. Hyur) — типові люди, які прибули до Еорзії з інших материків. В грі наявні дві групи: Хайлендери (жителі гір) і Мідлендери (жителі низин). Х'юри вірять в особисту свободу кожного, але через це не мають достатньої єдності. Оснащені передовими технологіями Еорзі.
- Елезен (англ. Elezen) — високі гостровухі гуманоїди. Першими з'явилися на Еорзії. Вправні бійці та злодії. Поділені на жителів лісів (англ. Wildwood) і печер (англ. Duskwight).
- Лалафель (англ. Lalafell) — карликова раса, схожа на дітей. Поділяються на жителів рівнин (англ. Plainsfolk) та дюн (англ. Dunesfolk). Відрізняються розумом і хирістю.
- Мікоте (англ. Miqo'te) — схожі на котів гуманоїди. Як і Х'юр, не є аборигенами Еорзі. Поділяються на Шукачів Сонця та Хранителів Місяця.
- Ругадін (англ. Roegadyn) — кремезні гіганти, жителі північних берегів. Поділяються на племена Морського Вовка (рибалки, торговці та пірати) і Геллзгард (маги).
- Ау Ра (англ. Au Ra) — ящероподібні гуманоїди, додані як ігрові персонажі після виходу розширення Heavensward. Виділяються серед інших рас наявністю луски та рогів, а також помітною різницею в зрості між чоловіками та жінками. Поділяються на Раен (біла луска) та Заела (темна луска).
- Гротґар (англ. Hrothgar) — найбільш звіроподібна раса, схожа на левів. Чоловіча модель була представлена з виходом Shadowbringers, в той час як жіноча була додана лише з виходом розширення Dawntrail. Поділяються на Геліонів та Загублених.
- Вієра (англ. Viera) — високі гуманоїди з довгими кролячими вухами. Жіноча модель була представлена при виході розширення Shadowbringers, в той час як чоловіча — з Endwalker.

Після створення персонажа, гра розпочнеться в одному з трьох міст-держав, яке визначається за початковим класом персонажа. Коли початковий клас отримує 10-й рівень, стають доступні інші. У кожного класу є свої унікальні здібності, які можна використовувати в битвах. Спочатку їх кількість обмежена, але в процесі прокачування гравець отримує більше навичок. Окрім того нові навички дає використання спеціальної зброї. Використання одної навички може посилювати дію іншої.
В процесі гри даються різноманітні завдання (квести). Вони поділяються на основні (сюжетні), сторонні, квести класів і професій.
Гравцям доступні Міньйони (англ. minions) — невеликі істоти, які слідують за персонажем. Одночасно за персонажем може бути тільки один міньйон. Вони купуються, отримуються як винагорода, або можуть бути знайдені. Міньйонів механічної природи можна створити.
А також у грі доступні Маунти (англ. Mounts) — верхові істоти або механічні засоби пересування. Як і міньйони — вони купуються, отримуються як винагорода або можуть бути знайдені.
Під час гри в команді можна використовувати спеціальний прийом під назвою «Прорив Межі» (англ. Limit Break), який стає доступний в міру заповнення шкали, коли команда гравців отримує ушкодження. Коли шкала заповнена, один з членів команди може використовувати свій Прорив Межі. Такими прийомами можуть бути лікування команди, потужна атака на одного чи групу противників чи встановлення захисної стіни.
Деякі предмети мають спеціальну шкалу, що заповнюється за рахунок використання, і, заповнившись, відкриває можливість конвертувати згенеровану енергію в Матерію. Матерія приєднується до екіпіровки або зброї, підвищуючи тим самим їх характеристики. Речі мають певну міцність і з часом зношуються. Тоді їх потрібно ремонтувати або «заточувати». Гра винагороджує за тривалість підписки гравця на неї, отримання досягнень та проходження квестів.
Гравець може обирати між управлінням за допомогою миші і клавіатури або геймпаду. Інтерфейс умінь адаптується до дій та побажань гравця.
Головними противниками в оригіналі та перезапуску виступають бійці Ґарлеанської Імперії. Імперія володіє передовими досягненнями науки щоб компенсувати повну відсутність в чистокровних ґарлеанців магії, як наприклад їх славнозвісний Магітек (англ. Magitek) — бойові роботи та повітряні судна, що працюють на блакитному пальному "сірулеум" (англ. ceruleum).

## Розробка
Перші повідомлення про розробку нової онлайн-гри в серії Final Fantasy з'явилися в серпні 2005 року, але не зазначалося чи буде це продовження Final Fantasy XI, чи окрема гра.
Вперше гра Final Fantasy XIV була офіційно анонсована 2 червня 2009 на виставці E3. Було оголошено, що гра стане доступна тільки на платформах Windows і PlayStation 3.
3 червня 2009 в ході прес-конференції Square Enix було повідомлено, що розробка гри ведеться з 2005 року. Реліз було обіцяно для всіх територій одночасно і в чотирьох локалізаціях: японській, англійській, французькій та німецькій. При наявності попиту також розглядалася можливість випуску іспанської локалізації. Тоді ж було повідомлено, що гра не передбачає перенесення персонажів з Final Fantasy XI в Final Fantasy XIV. 5 серпня 2009 в журналі Famitsu крім усього іншого були перераховані раси, які будуть доступні в Final Fantasy XIV.
14 вересня 2010, за день до офіційної презентації на Tokyo Game Show, студія Square Enix виклала семихвилинний ролик у високій роздільності, який показував світ Final Fantasy XIV. Наприкінці ролика були підтверджені дати виходу версій для PC і була зазначена більш загальна інформація для PlayStation 3 — березень 2011.
Реліз гри Final Fantasy XIV для персонального комп'ютера відбувся в кінці вересня 2010 року. На думку CEO Square Enix вихід продукту в тому вигляді, в якому він дійшов до покупця, сильно нашкодив іміджеві всієї серії Final Fantasy. Гравці і критики відмічали невелику різницю між бета-версією і фінальною версією, грубу анімацію, нецікаві квести. Наприкінці липня 2012 року було оголошено про перезапуск гри. Нова версія повинна була називатися Final Fantasy XIV: A Realm Reborn.
16 листопада 2010 студія Square Enix продовжила безкоштовний період користування багатокористувацькою грою ще на 30 днів. 10 грудня 2010 на офіційному сайті гри розміщено оголошення про те, що період безкоштовного мультиплеєру для PC версії продовжений на невизначений термін, а вихід версії для консолі PlayStation 3 відкладений. Президент студії Square Enix Йоічі Вада (Yoichi Wada) вибачився перед шанувальниками, які очікували гру, і пояснив зміщення дати релізу тим, що студія бажає не просто випустити портовану з Windows версію на PlayStation 3, а й реалізувати всі ідеї, які накопичилися у творців. Так само інформація на сайті повідомляла про те, що структура команди розробки змінена.
На місце продюсера прийшов Наокі Йошіда (відомий під псевдонімом Yoshi-P), раніше відомий за серією Dragon Quest. Йошіда дійшов висновку, що доцільніше буде створити гру заново, але запланував ефектне закриття Final Fantasy XIV.
За цим задумом, завойовницька армія імперії Ґарлемард під командуванням легата Наеля ван Дарнуса, відомого як "Білий Ворон" (англ. "The White Raven"), вирішила знищити материк Еорзії, якщо його не можна захопити. Дарнус намірився скинути на материк один з супутників світу Гайдалін, червоний місяць Даламуд, сам ставши для нього «маяком». Гравці ж повинні були знищити його і знайти магічні камені, щоб попросити допомоги в богів. 11 листопада 2012 року була організована фінальна битва, захисники Еорзії зійшлися з загарбниками під падаючим Даламудом, який виявився місцем ув'язнення дракона Бахамута. В результаті материк було випалено, а фінальний ролик закінчувався словами «Але кожний кінець означає новий початок» (англ. But every end marks a new beginning).
A Realm Reborn було видано 27 серпня 2013 року. Події перезапуску відбуваються через 5 років після фіналу оригінальної гри. Материк Еорзії повернувся до життя, а імперія Ґарлемард поновлює спроби завоювати його, зіткнувшись вже і з розколом у власних рядах.
Перше оновлення A Realm Reborn до версії 2.1. з 2.0. відбулося 17 грудня 2013 року, зосередившись на пробудженні стародавніх істот праймалів (або ейконів, як їх називають в Ґарлемарді). Також було додано посилені версії ворогів, підземелля та рейд. 27 березня 2014 було видано оновлення 2.2. Through The Maelstrom, головним чином присвячене боротьбі з праймалом Левіафаном, що також додало нові підземелля та квести. Defenders of Eorzea (2.3) стало доступне 8 липня 2014 й включало додаткових істот, квести та режим «Лінія фронту», де три команди борються одна проти одної. Dreams of Ice (2.4) внесло додаткові підземелля, квести та класи персонажів. Оновлення 2.5. Before the Fall було розділено на три частини (2.5, 2.51 і 2.55.), перша з яких вийшла 20 січня 2015. Воно збагатило гру новими підземеллями, ускладненими версіями старих, квестами та зброєю.
Гра отримала доповнення Heavensward, що оновлює її до версії 3.0., 23 червня 2015 року. Доповнення розширило ігровий світ локаціями та сюжетними лініями, присвяченими минулому світу. Максимальний рівень персонажа піднявся до 60-го, було представлено расу Ау Ра, нові професії та праймалів.
Наступним стало доповнення Stormblood, яке оновило гру до версії 4.0. і було видане 20 червня 2017 року. Присвячене визволенню двох територій від гніту імперії, а також вводить додаткові локації, зокрема підводні. Крім того внесло нові професії, праймалів і рейд.
Доповнення Shadowbringers вийшло 2 липня 2019 року. Його сюжет зосереджений навколо подорожей паралельним світом, Першим осколком, що є одним із тринадцяти відображень Гайдалін. В цьому світі сили Світла не лише перемогли, а й загрожують йому загибеллю, чому й протистоять прибульці. Також доповнення додає дві звіроподібні раси: виключно жіночу вієра і виключно чоловічу гротґар. А крім того дві нові професії, ворогів, систему призову підмоги та можливість перепроходити сюжетні завдання після завершення основного сюжету.
Четверте доповнення Endwalker вийшло 7 грудня 2021 року. В цьому доповненні гравець зосереджений на припиненні другого Кінця Днів (Final Days) та логічному завершенні сюжетної лінії. Дане доповнення додало чоловічу модель до раси вієра. А також розблоковує нові зони та дві нові професії.
П'яте доповнення Dawntrail, яке вийшло 2 липня 2024 року є офіційним початком нової історії, яка сконцентрована в новому світі за океаном. Гравець вирушає у подорож, щоб допомогти одній з претендентів на трон перемогти в серії випробувань. Доповнення розблоковує дві нові професії, а також додає жіночу модель гротґарів.

## Оцінки й відгуки
Оригінальна Final Fantasy XIV отримала незвично низькі як для гри серії Final Fantasy оцінки. GameSpot оцінили гру в 4/10, що відповідає оцінці «погано». На GameSpy дали оцінку 2/5. Висновок виглядав наступним чином: «…після року безперервного пропатчування FFXIV, ймовірно, вийде з бети (бета-версії) і стане функціональною. Але, якщо не відбудеться повного перегляду користувацького інтерфейсу, бою, механіки взаємодії гравців, системи прогресу, і схеми самого світу, FFXIV навряд чи коли-небудь стане веселою».
Вже ранні версії A Realm Reborn отримали значно кращий прийом. Сайт Destructoid навіть дав грі нагороду «Найкраща MMO на E3 2013». USgamer дав Realm Reborn оцінку 5 з 5 заявивши, що «Square Enix впоралися зі, здавалося б, неможливим: рятуючи жахливу провальну онлайн-гру, без переходу на free-to-play, і створюючи неймовірно захоплюючу, яка задовільняє як ветеранів ММО так і Final Fantasy в процесі. Realm Reborn є тріумфом Наокі Йошіда і його команди».
На фестивалі Final Fantasy XIV Fan Festival 2017 року гру було занесено до Книги рекордів Гіннеса як «MMO з найдовшими титрами» (тривають 1 год. 38 хв.) і за «Найоригінальніші музичні композиції у відеогрі» (384 оригінальні композиції).
У липні 2021 року тривала відсутність суттєвих оновлень для World of Warcraft спонукала багатьох її гравців перейти на Final Fantasy XIV. Масовий перехід на неї спричинив перевантаження серверів Final Fantasy XIV настільки, що нові примірники гри перестали продавати.

## Ланка
- Офіційний вебсайт [Архівовано 4 червня 2009 у Wayback Machine.]
- Final Fantasy XIV в Steam